# Хайнрих III фон Виндберг
Хайнрих III фон Виндберг (на немски: Heinrich III von Windberg, Graf von Assel; * ок. 1110/1015; † между 3 август и 31 декември 1146) е благородник от род Винценбурги-Виндберг в Бавария от фамилията на графовете на Формбах, граф на Винценбург-Асел (замък Аслебург) в Долна Саксония, граф на Плесе (1144).
Той е син на ландграфа на Тюрингия граф Херман I фон Винценбург, Виндберг, Рателберг, Винценбург († 1122) и съпругата му Хедвиг от Крайна († 1162), дъщеря на граф Попо II от Крайна-Истрия († 1096) и Рихарда фон Спонхайм от Левантал († 1130). Внук е на граф Мегинхард IV фон Формбах, фогт на Нидералтайх († 1066) и Матилда фон Райнхаузен († 1122).
Брат е на граф Херман II фон Винценбург, ландграф на Саксония († 1152), Волфганг фон Виндберг († 1188), Беатрикс († 1160), абатиса на Кведлинбург, на Нойенхеерсе (1123), Мехтилд фон Виндберг († 1155), омъжена декември 1127/1128 г. за Удо IV фон Щаде, маркграф на Северната марка († 1130). Полубрат е на София фон Винценбург († 1160), омъжена сл. 8 декември 1124 г. за маркграф Албрехт I Мечката фон Бранденбург († 1170). Майка му Хедвиг от Крайна се омъжва втори път ок. 1123 г. за граф Алберт II фон Боген († 1146) и той е полубрат на граф Бертолд II фон Боген († 1167).
Хайнрих III фон Виндберг винаги е в сянката на прочутия си брат Херман II. Той съосновава 1143 г. манастир Бернебург, наследява 1144 г. и купува чрез втората си съпруга Нортхайм. Така неговият род се издига на най-влиятелен в Саксония. Той често е споменаван като свидетел с брат си.

## Фамилия
Хайнрих III фон Виндберг се жени за Евфемия фон Фобург († пр. 1144), дъщеря на маркграф Диполд III фон Фобург (1075 – 1146) и Аделайда от Полша (1090/1091 - 1127), дъщеря на княз Владислав I Херман и Юдит Швабска, дъщеря на император Хайнрих III и втората му съпруга Агнес Поатиенска. Съпругата му Евфемия фон Фобург е полусестра на Адела фон Фобург († сл. 1187), омъжена пр. 2 март 1147 г. за Фридрих I Барбароса († 1190) и разведена март 1153 г. 1155 император.
Те имат децата:
- Ото фон Асел († между 31 август 1171 – 1175), граф на Асел, женен за Салома фон Хайнсберг († сл. 1186); имат дъщеря
- София фон Виндберг († 1171), омъжена за Ротман I фон Химщет

Хайнрих III фон Виндберг се жени втори път 1144 г. за Рихенца, вдовица на граф Зигфрид IV фон Бойнебург-Хомбург, фогт на Корвей и Нортхайм († 27 април 1144). Бракът е бездетен.